# Kabinett Stolpe II
Das Kabinett Stolpe II bildete vom 11. Oktober 1994 bis zum 13. Oktober 1999 die Landesregierung von Brandenburg.

## Mitglieder der Landesregierung
| Amt                                       | Name                                         | Partei                              | Partei    |
| ----------------------------------------- | -------------------------------------------- | ----------------------------------- | --------- |
| Ministerpräsident                         | Manfred Stolpe                               |                                     | SPD       |
| Stellvertretender Ministerpräsident       | Alwin Ziel                                   | SPD                                 |           |
| Inneres                                   | Alwin Ziel                                   | SPD                                 |           |
| Finanzen                                  | Klaus-Dieter Kühbacher (bis 1. Oktober 1995) | SPD                                 |           |
| Finanzen                                  | Wilma Simon (ab 1. Oktober 1995)             | SPD                                 |           |
| Justiz, Bundes- und Europaangelegenheiten | Hans-Otto Bräutigam                          |                                     | parteilos |
| Wirtschaft, Mittelstand und Technologie   | Burkhard Dreher                              |                                     | SPD       |
| Arbeit, Soziales, Gesundheit und Frauen   | Regine Hildebrandt                           | SPD                                 |           |
| Ernährung, Landwirtschaft und Forsten     | Edwin Zimmermann (bis 19. Dezember 1997)     | SPD                                 |           |
| Ernährung, Landwirtschaft und Forsten     | Gunter Fritsch (ab 19. Dezember 1997)        | SPD                                 |           |
| Bildung, Jugend und Sport                 | Angelika Peter                               | SPD                                 |           |
| Wissenschaft, Forschung und Kultur        | Steffen Reiche                               | SPD                                 |           |
| Umwelt, Naturschutz und Raumordnung       | Matthias Platzeck (bis 3. November 1998)     | parteilos (bis 1995), SPD (ab 1995) |           |
| Umwelt, Naturschutz und Raumordnung       | Eberhard Henne (ab 11. November 1998)        | SPD                                 |           |
| Stadtentwicklung, Wohnen und Verkehr      | Hartmut Meyer                                | SPD                                 |           |
| Chef der Staatskanzlei                    | Jürgen Linde                                 | SPD                                 |           |

## Veränderungen im Kabinett
Am 11. Oktober 1995 wurde der bisherige Finanzminister Klaus-Dieter Kühbacher Präsident der Landeszentralbank und schied aus der Landesregierung aus. Wilma Simon wurde seine Nachfolgerin.
Zum 19. Dezember 1997 trat Landwirtschaftsminister Edwin Zimmermann zurück. Dieser wurde in der sogenannten „Backofen-Affäre“ mit Betrugs- und Untreuevorwürfen konfrontiert. Gunter Fritsch wurde sein Nachfolger.

Matthias Platzeck, der 1990 als Mitglied von Bündnis 90 und 1994 als Parteiloser ins Stolpe-Kabinett berufen wurde, trat 1995 der SPD bei. Er verließ das Kabinett am 3. November 1998, nachdem er zum Potsdamer Oberbürgermeister gewählt worden war.